# Saurida argentea
Saurida argentea är en fiskart som beskrevs av Macleay, 1881. Saurida argentea ingår i släktet Saurida och familjen Synodontidae. Inga underarter finns listade i Catalogue of Life.